# Dewastacja

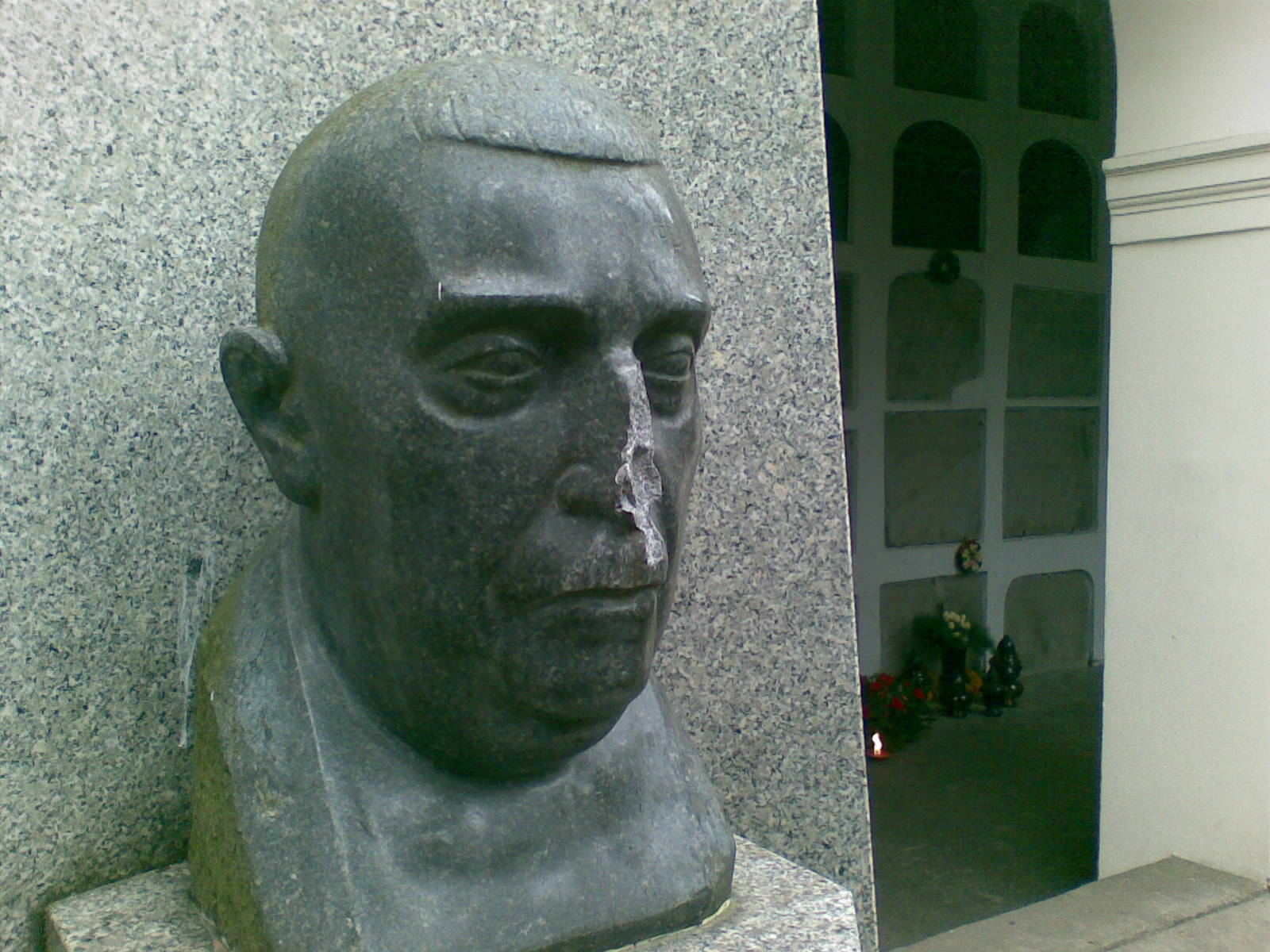
Zdewastowany nagrobek Jerzego Waldorffa

Dewastacja – umyślne i bezprawne spowodowanie szkody w mieniu, niszczenie czegoś w wyniku celowego działania lub następujące wskutek zaniedbań. W myśl prawa dewastacja jest zniszczeniem mienia i jest czynem zabronionym.